# Аматовско езеро
Аматовското или Коджамарлийското езеро (на гръцки: Λίμνη Αματόβου) е малко езеро в Егейска Македония, Гърция. Разположено е на територията на дем Пеония на левия бряг на река Вардар (Аксиос). Езерото е почти напълно пресушено в 1928 – 1932 година.